# 豊田町 (郡山市)
豊田町（とよたまち）は、福島県郡山市に所在する町丁である。郵便番号は963-8016。

## 地理
郡山市役所本庁所管地域である市街中心部に属する。北で緑町、長者、南東で麓山、南で鶴見坦、西で開成とそれぞれ隣接する。
福島県道6号郡山湖南線北側沿線、内環状線東側沿線に位置し、住居表示が実施されている。域内の大半を旧豊田浄水場跡地が占めており、南東側に現在でも郡山市水道局が立地するほか、周囲は総合体育館や文学資料館といったスポーツ・文化施設として利用されている。北西側に突き出た区画に住宅や店舗が集中する。
麓山に所在する郡山警察署麓山交番、および堂前町に所在する郡山消防署本署がそれぞれ管轄にあたる。

## 世帯数と人口
2024年1月1日現在の世帯数と人口は以下の通りである。
| 町丁   | 世帯数 | 人口 |
| ------ | ------ | ---- |
| 豊田町 | 51世帯 | 93人 |

## 小・中学校の学区
市立小・中学校に通う場合、学区は以下の通りとなる。
| 番地 | 小学校             | 中学校                 |
| ---- | ------------------ | ---------------------- |
| 全域 | 郡山市立芳山小学校 | 郡山市立郡山第二中学校 |

## 交通

### 道路
- 福島県道6号郡山湖南線（麓山通り）
- 福島県道142号河内郡山線（さくら通り）
- 一級市道30号荒井八山田線（内環状線）

## 施設等
- 郡山市水道局
  - 旧豊田浄水場
- 郡山総合体育館
- こおりやま文学の森資料館
  - 郡山市久米正雄記念館
- 公明党 福島県本部
- 大林組 郡山営業所
- 大山津見神社